# Miško Šuvaković
Miško Šuvaković (Beograd, 1954) teoretičar je umetnosti i estetičar. 

## Biografija
Šuvaković je suosnivač konceptualističke Grupe 143 (1975–1980) i suosnivač i saradnik neformalne umetničke i teorijske institucije "Zajednica za Istraživanje Prostora" (1982–1989).    
Izlaže u kontekstu konceptualne i postkonceptualne umetnosti od 1974. godine.   
Diplomirao je na Elektrotehničkom fakultetu Univerziteta u Beogradu. Doktorirao je na Fakultetu likovnih umetnosti u Beogradu sa temom "Teorija u umetnosti i analitička filozofija" 1993. godine.  
Predavao je primenjenu estetiku i teoriju umetnosti na Fakultetu muzičke umetnosti (1996-2015) i na Interdisciplinarnim postdiplomskim studijama Univerziteta umetnosti u Beogradu (2002-2014). Predaje primenjenu estetiku, teoriju umetnosti i medija na Akademskim doktorskim studijama: Transdsiciplinarne studije savremene umetnosti i medija od 2016. godine.   
Od 1984. do 2000. bio je član Estetičkog društva Srbije. Od 1988. član je  Društva za estetiku Slovenije. Od 1998. član je IAA (International Association for  Aesthetics).  Od 2010. član  je i prvi predsednik Društva za estetiku arhitekture i vizuelnih umetnosti.Od 2019. do 2022. bio je predsednik IAA.    

## Objavljene knjige
| Slovenska filozofija dan pozneje ISBN 978-961-6382-78-6 |

- 2022 Avangarda Neoavangarda Konceptualna umetnost. Izabrana poglavlja o taktičkim, eksperimentalnim i kritičkim umetničkim praksama u Srbiji, Orion_Art, Beograd,
- 2020 3E Estetika Epistemologija Etika spekulativnih i De Re Media, Fakultet za medije i komunikacije, Beograd
- 2019 Neoavangardna i konceptualna umjetnost u Hrvatskoj, DAF, Zagreb
- 2017 Neo-Aesthetic Theory / Complexity and complicity Must be Defended, Hollitzer Verlag, Vienna
- 2012 Slovenska filozofija dan pozneje, Hyperion, Koper
- 2011 Surplus LIFE: The Philosophy of Contemporary Transitional Art and Form of Life (Polona Tratnik), Transars / Horizonti, Ljubljana
- 2010 Moć žene: Katalin Ladik – Retrospektiva 1962-2010 / The Power of a Woman: Katalin Ladik – Retrospective 1962-2010, Muzej savremene umetnosti Vojvodine, Novi Sad
- 2009 The Clandestine Histories of the OHO Group, Zavod P.A.R.A.S.I.T.E., Ljubljana
- 2008 Epistemology of Art – Critical design for procedures and platforms of contemporary art education, TkH Belgrade, Tanzquartier Wien, PAF St. Erme (France) i Advanced Performance Training. Antwerp, 2008.
- 2007 Konceptualna umetnost, Muzej savremene umetnosti Vojvodine, Novi Sad, 2007.
- 2010 Istorija umetnosti u Srbiji XX vek - Prvi tom: Radikalne umetničke prakse, Orion art, Beograd
- 2006 Diskurzivna analiza – Prestupi i/ili pristupi ’diskurzivne analize’ filozofiji, poetici, estetici, teoriji i studijama umetnosti i kulture, Univerzitet umetnosti u Beogradu, Beograd,
- 2006 Farenhajt 387 – Teorijske ispovesti, Orpheus, Novi Sad,
- 2006 Studije slučaja – Diskurzivna analiza izvođenja identiteta u umetničkim praksama, Mali Nemo, Pančevo,
- 2005 Pojmovnik suvremene umjetnosti, Horetzky, Zagreb, 2005.
- 2005 Mapiranje tijela/tijelom – Zlatko Kopljar [Mapping of the Body/with body], Meandar, Zagreb
- 2004 Politike slikarstva, Obalne galerije, Piran, 2004. (slov.)
- 2003 Impossible Histories – Historical Avant-Gardes, Neo-avant-gardes, and Post-Avant-gardes in Yugoslavia, 1918–1991, The MIT Press, Cambridge MA, (sa Dubravkom Đurić)
- 2003 Vlasta Delimar - Monografijaperformans [Vlasta Delimar - Monographyperformance], Areagrafika, Zagreb (sa Vladom Martekom i Marijanom Špoljarom)
- 2002 Martek – Fatalne figure umjetnika – Eseji o umjetnosti i kulturi XX. stoljeća u Jugoistiočnoj. Istočnoj i Srednjoj Europi kroz djelo(vanje) umjentika Vlade Marteka [Martek – Artist’s Fatal Figures – Essays on Art and Culture of the 20th Century in the Southeastern, Eastern and Middle Europe through the Work of Artist Vlado Martek], Meandar, Zagreb,
- 2001 Anatomija angelov. Razprave o umetnosti in teoriji v Sloveniji po letu 1960, ZPS, Ljubljana, 2001. (slov.)
- 2001 Figura, askeza in perverzija, Hyperion, Koper, 2001. (slov.)
- 2001 Paragrami tela/figure: Predavanja i rasprave o strategijama i taktikama teorijskog izvođenja u modernom i postmodernom performance artu, teatru, operi, muzici, filmu i tehnoumetnosti, CENPI, Beograd,
- 2000 Point de Capiton. Eseji, fragmenti i meditacije o umjetnicima, Izdanje Darko Šimičić i Božidar Raos, Zagreb,
- 1999 Pojmovnik moderne i postmoderne likovne umetnosti i teorije posle 1950, SANU i Prometej, Beograd i Novi Sad,
- 1999 Koloman Novak LUMINOKINETIKA. Eseji o Kolomanu Novaku [Koloman Novak LUMINOCINETICS, Essays on Koloman Nopvak], Prometej, Novi Sad,
- 1998 Estetika apstraktnog slikarstva. Apstraktna umetnost i teorija umetnika 20-ih godina, Narodna knjiga / Alfa, Beograd,
- 1997 Slavko Bogdanović POLITIKA TELA. Eseji o Slavku Bogdanoviću [Slavko Bogdanović BODY POLITICS, Essays on Slavko Bogdanović], Prometej i K21K, Novi Sad, *1997.
- 1996 Asimetrični drugi. Eseji o umetnicima i konceptima, Prometej, Novi Sad,
- 1996 Neša Paripović AUTOPORTRETI. Eseji o Neši Paripoviću [Neša Paripović, SELFPORTRAITS. Essays on Neša Paripović], Prometej, Novi Sad,
- 1995 Postmoderna (73 pojma), Narodna knjiga, Beograd,
- 1995 Prolegomena za analitičku estetiku, Četvrti talas, Novi Sad,
- 1994 PAS TOUT - Fragments on art, culture, politics, poetics and art theory 1994-1974, Meow Press, Buffalo NY,
- 1989 Scene jezika. Uloga teksta u likovnim umetnostima. Fragmentarne istorije 1920-1990 knj. 1 i 2, ULUS, Beograd,

## Izložbe
- 2007 Konceptualna umetnost, Muzej savremene umentosti Vojvodine, Novi Sad.
- 2006 Hibridno – Imaginarno : slikarstvo ili ekran, Muzej savremene umetnosti Vojvodine, Novi Sad.
- 2005 Moć Praznine – Julije Knifer i Tomo Savić Gecan, Galerija PM, Zagreb.
- 2004 Politike slikarstva, Obalne galerije, Piran.
- 1998 Prestupničke forme devedesetih – Postmoderna i avangarda na kraju XX veka, (sa Ješom Denegrijem), Muzej savremene likovne umetnosti Novi Sad i Centar za savremenu kulturu Konkordija Vršac.
- 1996 Tendencije devedesetih: hijatusi modernizma i postmodernizma, Centar za vizuelnu kulturu ‘Zlatno oko’, Novi Sad.
- 1996 Primeri apstraktne umetnosti: jedna radikalna istorija, Paviljon Cvijete Zuzorić, Beograd.
- 1995 Grupa Kod, Grupa ($ i Grupa ($ Kod – Retrospektiva, Galerija savremene likovne umetnosti, Novi Sad.
- 1981 David Nez – Rad 1968-1973, Gakerija SKCa, Beograd.
- 1980 Primeri – druga skulptura 1961-1979, Galerija SKCa, Beograd.
- 1978 Primeri analitičkih radova, Galerija SKCa i Galerija Nova, Zagreb.